# Trinquette

Trinquette (en rouge), foc et clinfoc.

Sur un voilier à plusieurs focs, la trinquette (Staysail en anglais) est le foc le plus proche du mât avant : grand-mât ou du mât de misaine,,. Cette voile triangulaire est établie sur un étai.

## Description
Sa poulie de drisse se situe sur la partie haute du mât le plus en avant du bateau, plus bas que celle du génois ou d’autres voiles d’avant.
Le point d'amure (attache fixe d'une voile à l'avant ) ne se situe pas sur un boute-dehors ou un beaupré mais au nez du bateau ou entre le nez et le mât.
Sa draille (cordage tendu sur lequel un foc peut glisser) est le petit étai ou une draille spéciale fixé comme le point de drisse au capelage de bas-haubans.

## Spécificité
En plaisance, avant la généralisation des spinnakers, on utilisait souvent sur les longs bords de largue ou d'arrière des trinquettes jumelles, endraillées sur le bas-étai.
Le gréement d'un cotre est composé de la grand-voile, de la trinquette (qui peut être à recouvrement - elle est appelée alors « génoise ») et d'un foc au point d'écoute haut, le « yankee ». Cette trinquette peut parfois être « bômée », c’est-à-dire que la bordure est rigidifiée par une bôme. Afin de compenser l'effort supporté par le mât lors de l'usage de la trinquette, une bastaque étarquée au vent raidit la voile.
Elle augmente l'écoulement laminaire de la grand-voile sur un gréement bermudien.